# Thomas Attwood (Komponist)

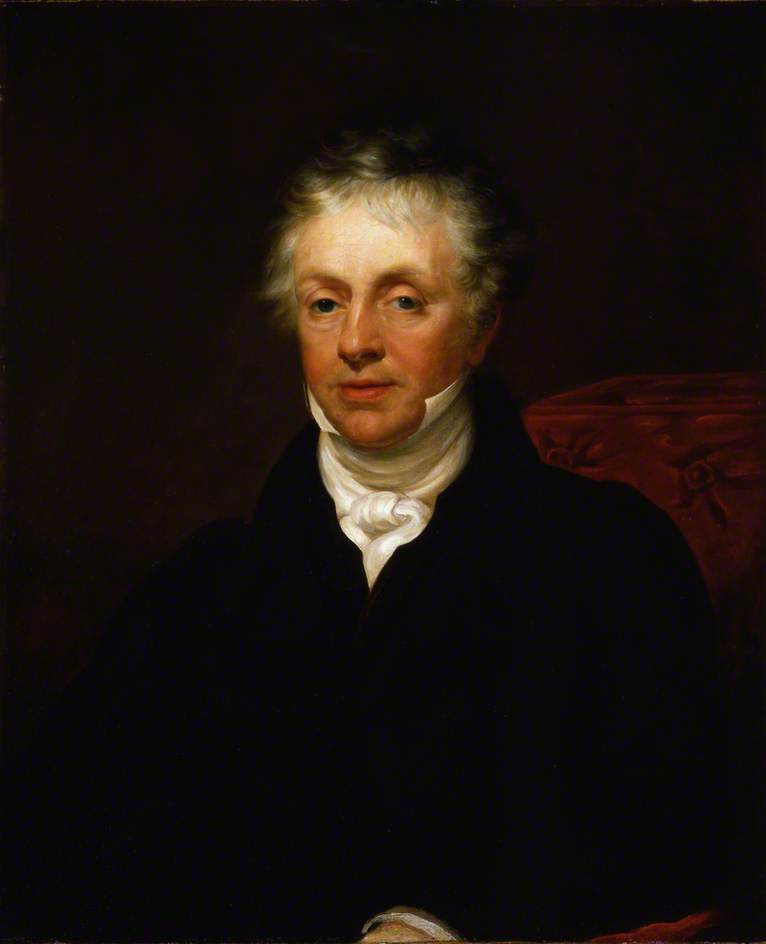
Thomas Attwood

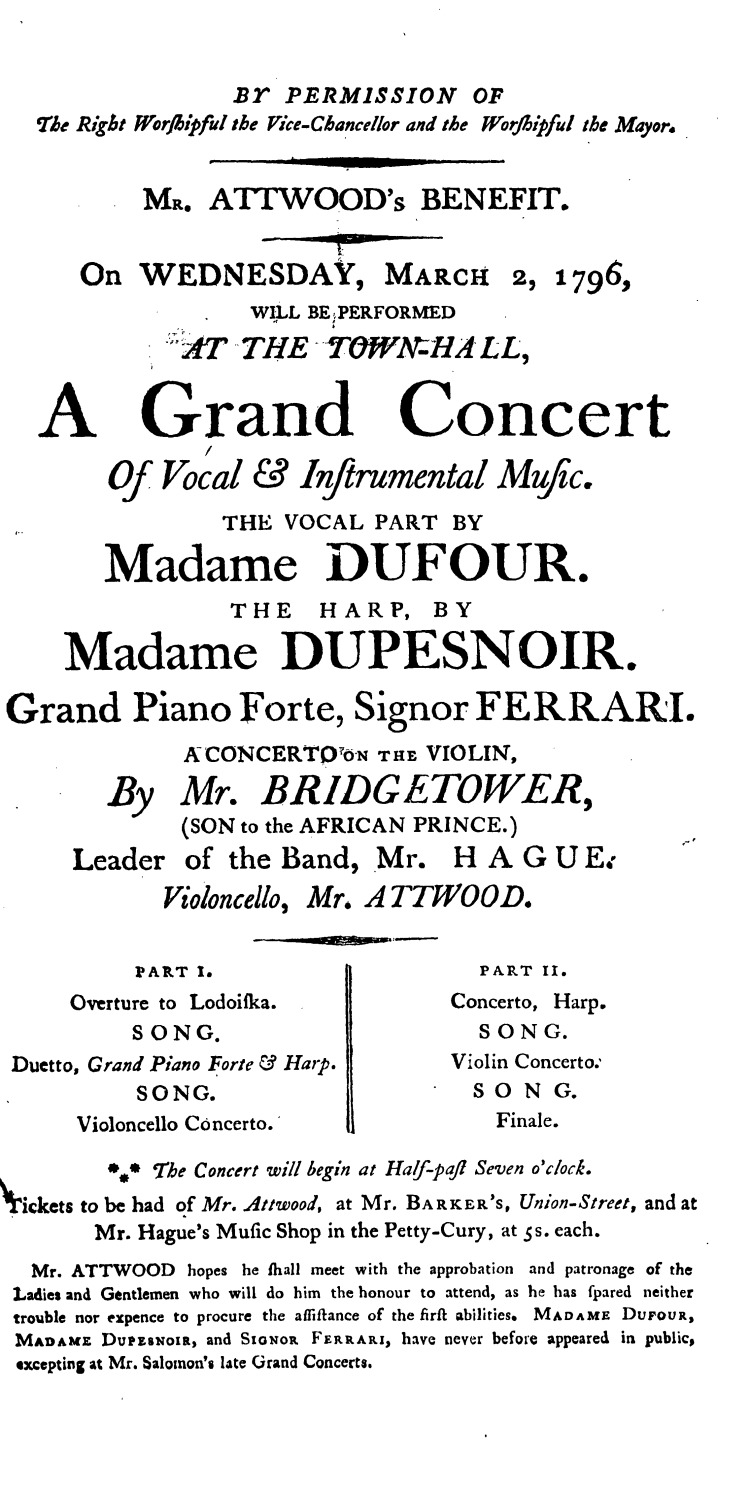
Anschlagzettel zu einem Konzert Atwoods am 2. März 1796

Thomas Attwood (getauft 23. November 1765 in London; † 28. März 1838 ebenda) war ein englischer Komponist und Organist.

## Leben
Er studierte in Neapel bei Gaetano Latilla und bis 1787 in Wien bei Wolfgang Amadeus Mozart. Die Studien, die Attwood bei Mozart absolvierte, sind erhalten und im Rahmen der Neuen Mozart-Ausgabe ediert. 1795 wurde er Organist der St Paul’s Cathedral in London und 1796 Hofkomponist. Ab 1821 war er als Organist in verschiedenen Hofämtern tätig. Attwood schrieb 19 Opern klassizistischer Haltung, Orgelwerke und Kammermusik.
Daneben trat er auch als Cellist auf, so bei einem Konzert am 2. März 1796, bei dem auch George Bridgetower und Charles Hague mitwirkten.

## Werke
- The Prisoner (J. Rose nach J. M. Boutet de Monvel), musical romance 3 Akte (1792 London)
- The Mariners (S. Birch), musical entertainment 2 Akte  (1793 London)
- The Adopted Child (S. Birch), musical farce 2 Akte (1795 London)
- The Smugglers (S. Birch), musical drama 2 Akte (1796 London)
- The Castle of Sorrento (H. Heartwell), comic opera 2 Akte (1799 London)